# Fort de Biarra

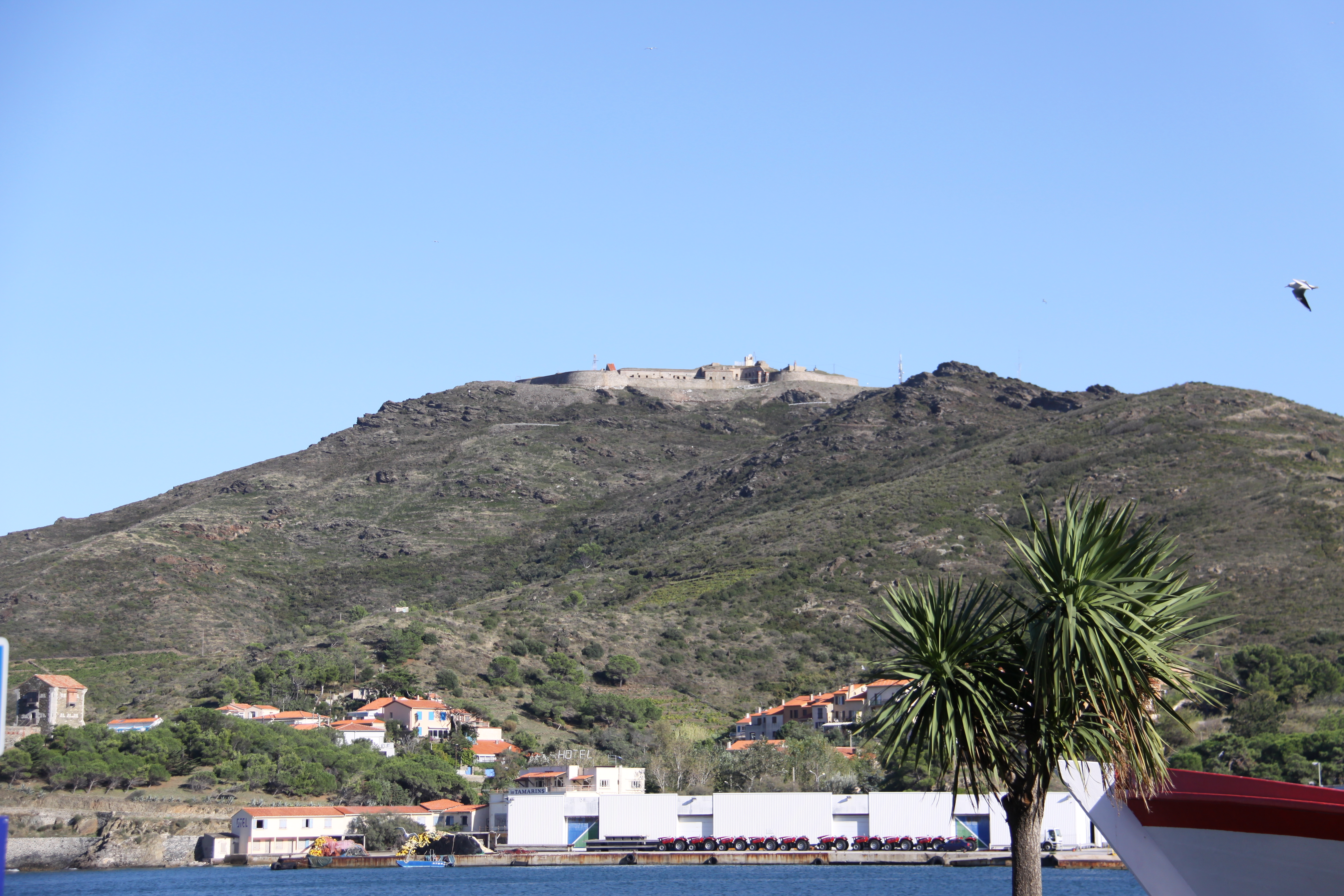
El Fort de Bear, al cim del massís homònim.

El Fort de Biarra de pertany al terme comunal de Portvendres, de la comarca del Rosselló, a la Catalunya del Nord.
Està situat en el massís costaner situat al nord-est del port i de la vila de Portvendres.

## Història
El Fort de Biarra és una construcció militar dreçada entre 1877 i 1880, situada al cim del massís de Biarra, a 202 metres d'altitud. Domina el Cap de Biarra, a la Costa Vermella.
És un lloc d'entrenament, principalment per al combat urbà, per a les tropes que fan estada en el Centre national d'entraînement commando N 1, unitat encarregada de fornir als comandos tècnics els elements d'elit de l'exèrcit de terra francès i d'altres exèrcits estrangers. Aquesta instal·lació roman buida fora dels períodes d'instrucció.
El monument és propietat de l'estat. Forma part del cens d'immobles Monuments Històrics com a fortificació.